# Caliciopsis pinea
Caliciopsis pinea är en art av svamp som beskrevs av Charles Horton Peck 1883. Den ingår i släktet familjen Coryneliaceae. Inga underarter finns listade i Catalogue of Life.

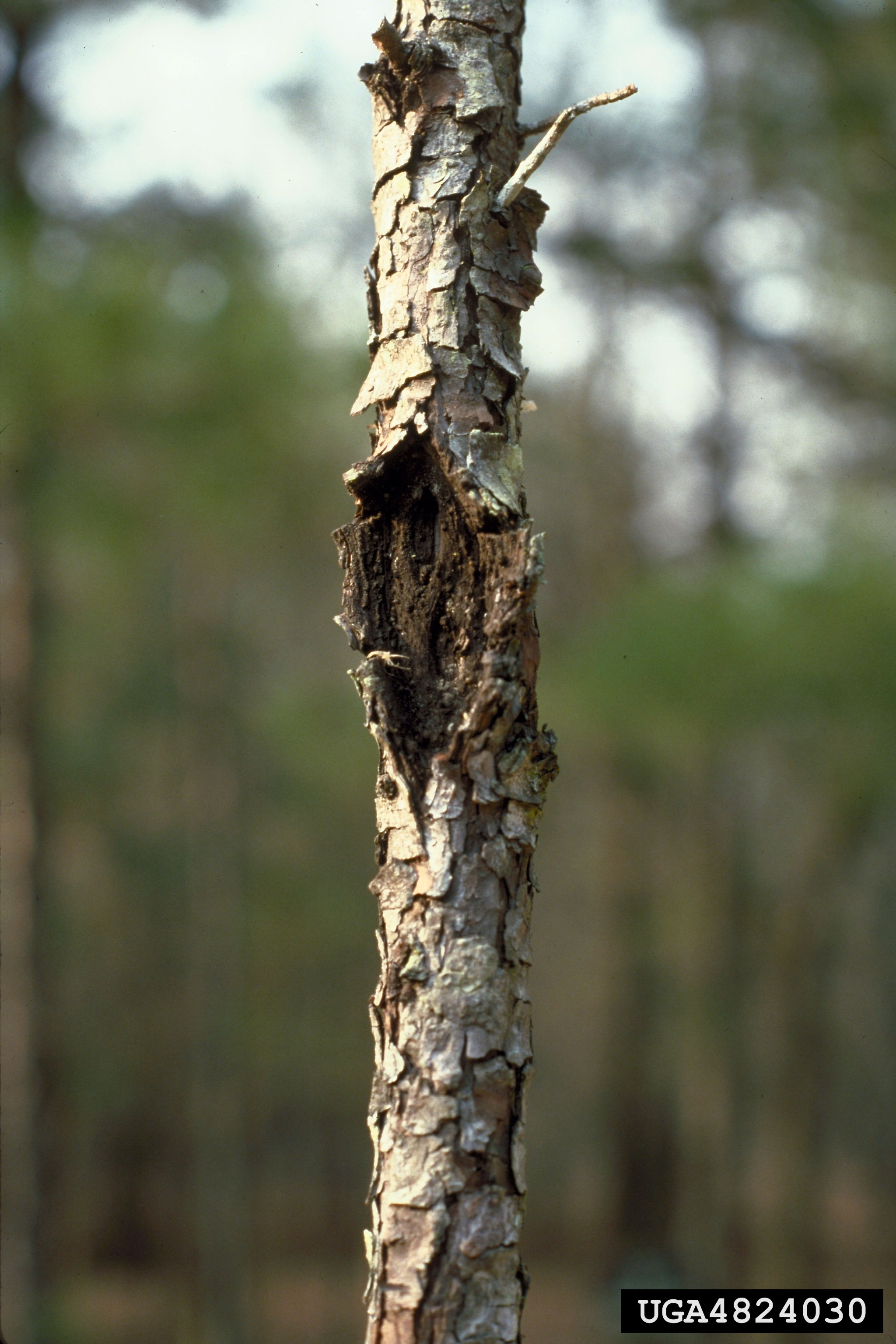